# Arrondissements des Yvelines

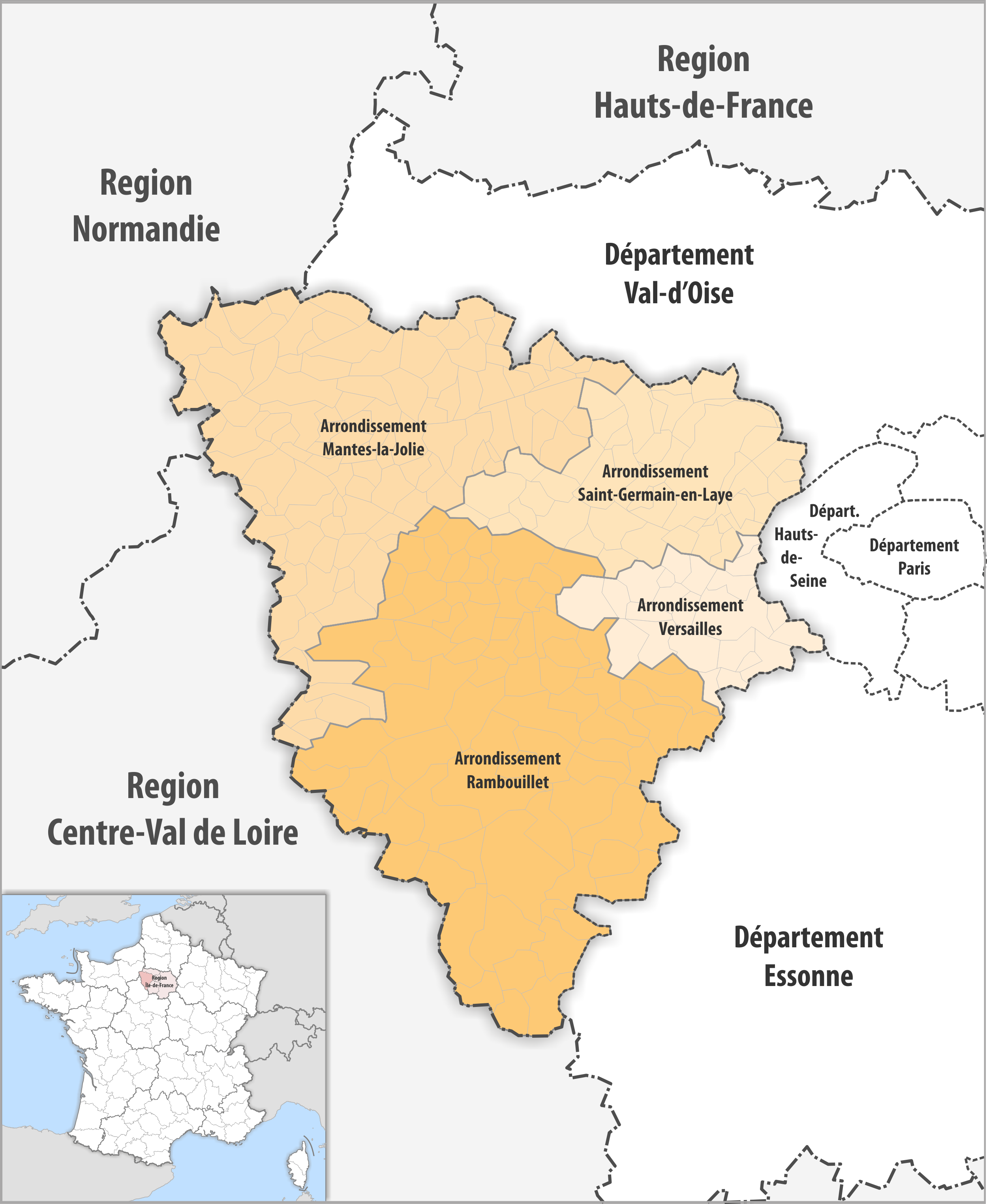
Les arrondissements des Yvelines en 2019.

Le département des Yvelines comprend quatre arrondissements.

## Composition
| Nom                                     | Code Insee | Superficie (km2) | Population (dernière pop. légale) | Densité (hab./km2) | Modifier             |
| --------------------------------------- | ---------- | ---------------- | --------------------------------- | ------------------ | -------------------- |
| Arrondissement de Mantes-la-Jolie       | 781        | 759,00           | 282 318 (2022)                    | 372                | modifier les données |
| Arrondissement de Rambouillet           | 782        | 987,30           | 233 531 (2022)                    | 237                | modifier les données |
| Arrondissement de Saint-Germain-en-Laye | 783        | 350,90           | 534 403 (2022)                    | 1 523              | modifier les données |
| Arrondissement de Versailles            | 784        | 187,20           | 420 526 (2022)                    | 2 246              | modifier les données |
| Yvelines                                | 78         | 2 284,00         | 1 470 778 (2022)                  | 644                | modifier les données |

## Histoire

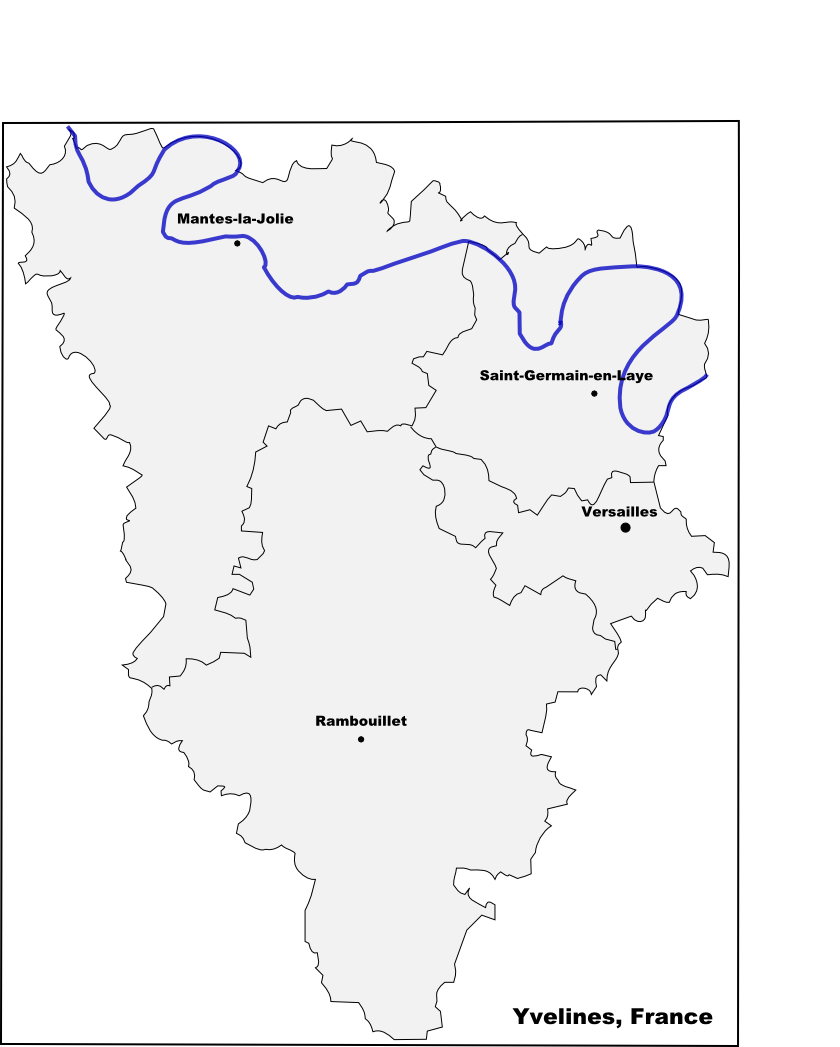
Carte des arrondissements entre 1969 et 2016

- 4 mars 1790 : création du département de Seine-et-Oise
- 17 février 1800 : création des arrondissements de Mantes et de Versailles
- 1812 : création de l'arrondissement de Rambouillet
- 10 septembre 1926 : suppression de l'arrondissement de Mantes
- 1943 : restauration de l'arrondissement de Mantes
- 7 novembre 1962 : création de l'arrondissement de Saint-Germain-en-Laye
- 1er janvier 1968 : suppression du département de Seine-et-Oise et création du département des Yvelines avec ses quatre arrondissements.
- 29 novembre 1969 : rattachement des communes de Châteaufort et Toussus-le-Noble à l'arrondissement de Versailles (elles étaient précédemment rattachées à l'Essonne).
- Au 1er janvier 2017, une réorganisation des arrondissements est effectuée, pour mieux intégrer les récentes modifications des intercommunalités; 6 communes sur 262 sont affectées : 6 passent de Saint-Germain-en-Laye vers Versailles, 6 de Mantes-la-Jolie vers Saint-Germain-en-Laye, 1 de Mantes-la-Jolie vers Rambouillet et 1 de Versailles vers Rambouillet[1].